# Pravi pir
Pravi pir (prava pšenica, ozimi pir; (lat. Triticum spelta; sin. Triticum spelta) vrsta je pšenice slatko-orašastog okusa i bliski srodnik današnje pšenice. Sadrži niske količine glutena koji predstavlja veliki problem za osobe koje pate od celijačne bolesti - netolerancije na gluten.
Kutivirala se još 5000 godina prije pr. Kr. i potječe iz Azije.
Njezine izuzetne kvalitete danas se ponovno otkrivaju.
Čovjeku može osigurati niz potrebnih hranjivih sastojaka jer sadrži ugljikohidrate, masti, minerale, vitamine i celulozu. Uzgaja se bez genetskih modifikacija i primjene pesticida.
Vrlo je otporna na štetočine, i za njen uzgoj nisu potrebni pesticidi. Posebno je cijene poljoprivrednici koji koriste biodinamički uzgoj.

## Sorte
Osim stranih  sorti ,kojih je  najviše registrirano u  Švicarskoj treba  istaknuti i  2 domaća kultivara pira  Ostro i Bc Vigor.

## Vanjske poveznice
- (hrv.) Triticum spelta L. (hirc.botanic.hr)